# Driving in the silence
『Driving in the silence』（ドライヴィング・イン・ザ・サイレンス）は、坂本真綾の3枚目のコンセプト・アルバム。2011年11月9日にflying DOGから発売された。

## 概要
コンセプト・アルバムとしては前作『30minutes night flight』から約4年8か月ぶりのリリースであり、2011年2作目のアルバム。アルバム全体では『You can't catch me』から約10か月ぶりのリリースである。
本作は、冬をテーマにしたコンセプトアルバムとして発表された。楽曲提供者にラスマス・フェイバー、江口亮、永野亮、柴草玲等が名を連ねている。
本作の収録曲は全曲「冬」をテーマにしたクリスマスソングである。また、本作と19枚目のシングル「Buddy」、20枚目のシングル「おかえりなさい」の収録曲は、坂本の「落ち着くのは嫌」という気持ちが反映されている。なお、収録されている曲は本作のために製作された楽曲であり、シングル作品は収録されていない。
ジャケットデザインは、本作のコンセプトである「冬」をベースにした坂本自身が見つめる「冬景色」をテーマにしている。
本作のリード曲「Sayonara Santa」にはPVが製作されており、2011年10月7日にYouTubeの坂本の公式チャンネル『Maaya Sakamoto Ch.』でPVのショートバージョンが公開された。また、同曲はスウェーデンの音楽プロデューサーであるラスマス・フェイバーとのコラボレーション楽曲である。
8トラック目に収録されている「誓い」は、1枚目のベスト・アルバム『everywhere』に収録された「everywhere」以来の自身が作詞、作曲を手掛けている楽曲である。
本作を引っ提げたワンマンライブ『坂本真綾LIVE 2011 "in the silence"』が2011年12月13日から12月18日まで天王洲 銀河劇場で5日連続で開催され、ライブ披露曲は本作収録曲と1枚目のコンセプトアルバム『イージーリスニング』、2枚目のコンセプトアルバム『30minutes night flight』に収録された楽曲を披露する予定である。
本作の音楽プロデューサーは河野伸であり、本作の全収録曲の編曲を河野が手掛けている。
初回限定盤、通常盤の2種リリースであり、初回盤の特典としてアイルランドロケのオリジナルショートムービーが収録されたDVD、2011年12月に開催予定のワンマンライブの購入者対象先行予約情報が、プレゼントキャンペーン応募ハガキが封入されている。
2011年9月30日には、本作と19枚目のシングル「Buddy」、20枚目のシングル「おかえりなさい」の発売を記念した特設サイトがオープンした。また、10月18日には本作のイメージビジュアルと本作に収録されている楽曲の「Driving in the silence」、「Sayonara Santa」、「Melt the snow in me」、「誓い」の試聴音源が公開された。
本作について坂本は「私がイメージする、暖炉の周りで家族と過ごすような静かなクリスマスや、冬の寒さと温かさを感じてもらえたらいいなと思っています。」と語っている。

### 主な記録
2011年11月21日付のオリコン週間アルバムチャートで2位を獲得。初動売上は1万7000枚を記録した。坂本のアルバム作品がオリコン週間チャートのTOP3入りを果たすのは6枚目のオリジナルアルバム『かぜよみ』から4作連続。なお、コンセプトアルバムでは初のTOP3入りを果たした。
オリコンデイリーチャートでは、11月8日付で2位、11月9日、11月10日付で3位、11月11日付で5位、11月12日付で4位を獲得し5日連続でデイリーチャートへのTOP5入りを果たした。
2011年11月度のオリコン月間アルバムチャートで19位を獲得。推定売上枚数は2万1000枚を記録した。坂本のアルバム作品が月間チャートにランクインを果たすのは7枚目のオリジナルアルバム『You can't catch me』から2作連続。また、同月度のオリコン月間アニメチャートでは3位を獲得した。
2011年11月21日付のBillboard JAPAN Top Albumsで3位、2011年11月7日から2011年11月13日調査分のサウンドスキャンの週間アルバムCDソフトTOP20では4位を獲得した。
累計出荷枚数は2万2000枚。

## 批評
hotexpressの山本純は、「冬の静けさや空気などの冬独特の情景や香りと音の調和が絶妙な作品である。」と評した。

## 収録曲
（全曲）編曲：河野伸
| #         | タイトル                             | 作詞                        | 作曲                                  | 時間  |
| --------- | ------------------------------------ | --------------------------- | ------------------------------------- | ----- |
| 1.        | 「Driving in the silence」           | 坂本真綾                    | 柴草玲                                | 2:22  |
| 2.        | 「Sayonara Santa」                   | 坂本真綾                    | Rasmus Faber・Frida Sundemo           | 3:37  |
| 3.        | 「Melt the snow in me」              | Rasmus Faber・Frida Sundemo | Rasmus Faber・Frida Sundemo           | 3:52  |
| 4.        | 「homemade christmas」               | 坂本真綾                    | 江口亮（Stereo Fabrication of Youth） | 4:37  |
| 5.        | 「今年いちばん」                     | 坂本真綾                    | 永野亮（from APOGEE）                 | 4:23  |
| 6.        | 「たとえばリンゴが手に落ちるように」 | 坂本真綾                    | 永野亮（from APOGEE）                 | 4:10  |
| 7.        | 「極夜」                             | 坂本真綾                    | Rasmus Faber・Frida Sundemo           | 5:43  |
| 8.        | 「誓い」                             | 坂本真綾                    | 坂本真綾                              | 5:12  |
| 9.        | 「Driving in the silence-reprise-」  | 坂本真綾                    | 柴草玲                                | 0:46  |
| 合計時間: | 合計時間:                            | 合計時間:                   | 合計時間:                             | 34:42 |

## 参加ミュージシャン
| Driving in the silence - E.Bass：大神田智彦 - E.Guitar：石成正人 - Synthesizer Programming＆A.Piano：河野伸 - Background Vocal：坂本真綾 Sayonara Santa - Drums：あらきゆうこ - E.Bass：美久月千晴 - Guitars：今堀恒雄 - Synthesizer Programming＆Keyboards：河野伸 - Strings：金原千恵子ストリングズ - Background Vocal：坂本真綾 Melt the snow in me - Synthesizer Programming：河野伸・Rasmus Faber - Keyboards：河野伸 - Cello：堀沢真己 - Background Vocal：坂本真綾 homemade christmas - Mandolin,Bouzouki,Balalaika＆A.Guitar：田代耕一郎 - Synthesizer Programming＆Percussion：河野伸 - Background Vocal：坂本真綾 | 今年いちばん - Drums：坂田学 - W.Bass：渡辺等 - Guitars：名越由貴夫 - Synthesizer Programming＆A.Piano：河野伸 - Strings：金原千恵子ストリングズ - Whistle：永野亮 - Background Vocal：坂本真綾 たとえばリンゴが手に落ちるように - W.Bass：大神田智彦 - A.Guitar：古川昌義・石成正人 - Synthesizer Programming,Celesta＆Marimba：河野伸 - Percussion：三沢またろう - Violin：真部裕 - Background Vocal：坂本真綾 極夜 - Drums：外山明 - E.Bass：大神田智彦 - E.Guitar：今堀恒雄 - Synthesizer Programming＆Keyboards：河野伸 - 1st Violin：弦一徹 - 2nd Violin：森琢哉 - Viola：永田真希 - Cello：森田香織 - Background Vocal：坂本真綾 誓い - Drums：佐野康夫 - E.Bass：大神田智彦 - E.Guitar：松江潤 - Synthesizer Programming＆Keyboards：河野伸 - Strings：金原千恵子ストリングズ |

DVD（初回限定盤に同梱）
1. オリジナルショートムービー「Driving in the silence」
出演：坂本真綾